# Partito Indipendentista Portoricano
Il Partito Indipendentista Portoricano (in spagnolo Partido Independentista Puertorriqueño - PIP) è un partito politico di Porto Rico di orientamento socialdemocratico, fondato nel 1946 da Gilberto Concepcion de Gracia, dopo la scelta del Partito Popolare Democratico di abbandonare la linea politica diretta a perseguire l'indipendenza del Paese dagli Stati Uniti d'America.
In sede internazionale aderisce alla COPPPAL (Conferencia Permanente de Partidos Políticos de América Latina) e all'Internazionale Socialista.

## Maggiori leader politici
- Gilberto Concepcion de Gracia
- Rubén Berríos

## Organizzazione del partito
- Rubén Berríos - presidente
- María de Lourdes Santiago Negrón - vicepresidente
- Fernando Martín García - presidente esecutivo
- Manuel Rodríguez Orellana - Secretario de Asuntos con Norte America
- Juan Dalmau Ramírez - segretario generale
- Roberto Iván Aponte Berríos - segretario d'organizzazione

## Risultati elettorali
| Elezione          | Elezione | Voti    | %   | Seggi  |
| ----------------- | -------- | ------- | --- | ------ |
| Parlamentari 2016 | Camera   | 71.442  | 4,8 | 1 / 51 |
| Parlamentari 2016 | Senato   | 150.904 | 5,3 | 1 / 30 |